# Idioma protojapónico
Protojapónico (del inglés proto-japonic) se denomina a la protolengua origen de todas las variedades actuales de la familia japónica. Estas variedades incluyen al japonés estándar y sus otros dialectos y a todas las formas lingüísticas habladas en las islas Ryūkyū.

## Introducción

### Origen del término
El término Japonic fue propuesto por Leon Serafim para definir a la familia compuesta por el japonés propiamente dicho y a las variedades lingüísticas de Ryūkyū. Esta denominación ha sido universalmente aceptada pues evita la ambigüedad del término "japonés", que hasta ese momento se utilizaba con dos sentidos diferentes: uno restrictivo (el "japonés propiamente dicho", esto es, el idioma hablado en las cuatro islas principales de Japón) y otro, inclusivo (ese "japonés propiamente dicho", más el habla de Okinawa y el resto de islas que la rodean).

### Métodos de reconstrucción
El manual básico en la reconstrucción de la protolengua es el monumental Japanese Language through Time (JLTT), del japonólogo estadounidense Samuel E. Martin. Este libro incluye una revisión exhaustiva de los estudios de fonología previos y una exposición amplia de los postulados de su propia teoría. El libro de Martin contiene un diccionario de las raíces fundamentales de la protolengua: nominales, adjetivales y verbales. El trabajo de Martin ha sido revisado, discutido y ampliado por un número considerable de japonólogos.
De los tres métodos con los que trabaja la lingüística histórica —estudio de los textos, comparación de lenguas y reconstrucción interna—, es este último el más utilizado en el análisis del protojapónico. No obstante, y gracias a la comparación de las variedades del ryukyuano (especialmente las más arcaizantes, como el dialecto de Yonaguni), el estudio se muestra especialmente fructífero en la reconstrucción fonética.

## Reconstrucción de consonantes
El sistema reconstruido por Martin ha ganado el consenso general de los investigadores y parece difícil su sustitución por uno alternativo. Básicamente se postulan diez fonemas:
|             |             | Labial | Dental | Velar  |
| ----------- | ----------- | ------ | ------ | ------ |
| Oclusiva    | sorda       | *p     | *t     | *k     |
| Oclusiva    | sonora      | *b     | *d     |        |
| Fricativa   | Fricativa   |        | *s     | *C (?) |
| Aproximante | Aproximante |        | *r     |        |

Además de los fonemas */p/, */t/, */k/, */b/, */d/, */m/, */n/, */s/ y */r/. También se admiten varios grupos que ocurren en posición interior: */np/, */nt/, */nk/ y */ns/. Se reconoce generalmente la existencia de un último fonema, quizá una velar fricativa, representada en JLTT como */C/, y cuya caída habría puesto en contacto a los grupos vocálicos cuya evolución supone uno de los temas de mayor conflicto en esta área de estudios.
La evolución al japonés antiguo de estos fonemas sería la siguiente
- */p/: En inicial */p/ > /h/; pero */pu/ > /hu/, y */pi/ > /hi/ (con valor fonético de [çi])

:En interior */p/ > /-/; pero */pa/ > /wa/
- */t/ > /t/
- */k/ > /k/
- */b/ > /w/
- */d/ > /y/
- */m/ > /m/
- */n/ > /n/
- */s/ > /s/
- */r/ > /r/
- */np/ > /b/
- */nt/ > /d/
- */nk/ > /g/
- */ns/ > /z/
- */C/ > /-/, desaparece, produciendo el cambio */V(C)V/ > */VV/. Este último grupo */VV/ evolucionará mediante simplicación (caída de una de las dos vocales) o mediante monoptonguización, creando nuevos núcleos silábicos.

## Reconstrucción de las vocales

### Las vocales del japonés antiguo. Polémicas
Existen diferentes discrepancias sobre el sistema vocálico del japonés antiguo. Diversos autores basándose en la evidencia disponible han llegado a conclusiones diferentes sobre cuantas y qué vocales constituían el conjunto de vocales en oposición fonológica. A continuación se recogen algunas de las controversias y propuestas respecto al sistema vocálico.

#### El "sistema Yale"
Tradicionalmente se consideraba que el número y la calidad de las vocales del japonés antiguo eran los mismos que el de la lengua moderna. Aunque la tradición escolar de enseñanza de la lengua clásica en universidades y colegios de enseñanza media sigue, por regla general, ignorando este descubrimiento, a mediados del siglo XX se determinó la existencia de ocho núcleos vocálicos y no de cinco, en el idioma antiguo. Todavía no existe consenso con respecto al valor fonético concreto de esos ocho núcleos vocálicos, tradicionalmente notados con subíndices, como /a/, /u/, /e1/, /e2/, /i1/, /i2/,/o1/ y /o2/ (vd. la subsección siguiente). En JLTT Martin propuso un sistema de notación (conocida posteriormente como "Yale system") que se ha convertido en el habitual en la transcripción de las vocales del japonés antiguo dentro de los estudios lingüísticos. Esta notación no pretende representar los valores fónicos reales de la lengua, sobre los que todavía no existe un consenso. Su misión es solamente ofrecer una forma fácil, unificada y no ambigua de representación que toda la profesión pueda utilizar, pero que cada uno interpretará, por lo que hace a la pronunciación, según sus convicciones personales. A partir de ahora en este artículo utilizaremos el sistema Yale para transcribir las vocales del japonés antiguo. Es el siguiente (entre < > los grafemas utilizados por Martin; entre / / los valores tradicionales)
- <a> = /a/
- <u> = /u/
- <yi> = /i1/ (la /i/ que, en su teoría, procede de < */i/)
- <iy> = /i2/ (/i/ < */ai/, /i/ < */əi/ )
- <i> = /i?/ (/i/ "no determinada" esto es, que aparece en posición neutralizada, tras consonante dental (se considera que su realización fonética se corresponde con /i1/). También nota las vocales /i/ de las que desconocemos su realización concreta)
- <ye> = /e1/ (/e/ < */ia/, /e/ < */iə/)
- <ey> = /e2/ (/e/ < */ai/, /e/ < */əi/ )
- <e> = /e?/ (/e/ "no determinada", aparece en posición neutralizada, tras consonante dental (se considera que su realización fonética se corresponde con /e2/). También nota las vocales /e/ de las que desconocemos su realización concreta)
- <wo> = /o1/ (/o/ < */ua/, /o/ < */uə/)
- <o> = /o2/ (/o/ < */ə/ )
- <o> (no subrayada) = /o?/ (/o/ "no determinada", aparece en posición neutralizada, tras consonante labial (se considera que su realización fonética se corresponde con /o2/). También nota las vocales /o/ de las que desconocemos su realización concreta)

#### Interpretaciones tradicionales
Existen diversas tradiciones en la interpretación de los valores fónicos de las vocales del japonés antiguo, entre estas podemos diferencias básicamente cuatro períodos:
- Precientífico. Se considera que el sistema de vocales de la lengua antigua y la moderna son idénticos, tanto en número como en calidad.

- Hashimoto Shikichi descubre en sus estudios del Man'yōshu las ocho distinciones nucleares silábicas (vocales o diptongos) del japonés antiguo. A partir de entonces la interpretación de las oposiciones las "nuevas" oposiciones vocálicas (/yi/~/iy/, /ye/~/ey/, /wo/~ /o/) basculará entre dos tipos de hipótesis:

- 1. Oposición entre vocal ~ diptongo. Por ejemplo, /yi/~/iy/ se interpretará fonéticamente como [i] ~ [wi].
- 2. Oposición entre distintos tipos de vocales. En el anterior ejemplo /yi/~/iy/ serán, fonéticamente [i] ~ [y]

- Ronald Lange publicó The Phonology of Eight-Century Japanese (1976), obra que se convierte en la referencia científica fundamental en la interpretación del sistema vocálico japonés antiguo durante todo el resto del siglo XX. Lange basa sus conclusiones en los valores en chino medio de los caracteres chinos que utiliza el sistema Manyōgana para transcribir las palabras japonesas. Para determinar la naturaleza de estas lecturas toma como base la reconstrucción de la fonología del chino medio que hace Bernhard Karlgren. El mayor problema que representa esta metodología es que, previamente, Karlgren a la hora de establecer su sistema había utilizado las lecturas contemporáneas japonesas (onyomi) de los caracteres chinos usados en japonés como herramienta. La metodología de Lange quedaba así viciada por efecto de su circularidad: basa su reconstrucción de la fonología del japonés antiguo en una investigación que había utilizado, a su vez, el japonés moderno como instrumento.

- Marc Miyake presenta en la Universidad de Hawái en Manoa su tesis doctoral The Phonology of Eight-Century Japanese Revisited: Another Reconstruction Based upon Written Records (1999) y, posteriormente (2003) la versión abreviada de esta Old Japanese. A Phonetic Reconstruction, obra actual de referencia. Esta es su interpretación (en < > la transcripción de Yale, en / / los valores fónicos propuestos por Miyake)

- <a> = /a/
- <u>= /u/
- <yi> = /i/
- <iy> = /ɨ/
- <i>= /i/
- <ye> =/e/
- <ey> =/əj/
- <e> = /e/
- <wo> = /o/
- <o> = /ə/
- <o> (no subrayada) = /ə/

### Teorías vocálicas del proto-japónico
Las teorías vigentes en la actualidad se diferencian por el número de vocales que postulan, de un mínimo de cuatro a un máximo de siete:

#### 1. Cuatro vocales
(*/a/, */i/, */u/ y */ə/). Sistema propuesto por Samuel Martin (Japanese Language Through Time, Yale University Press, 1987; con antecedentes en el de Ōno Susumu (1957)). Este sistema "mínimo" es el "canónico" en la actualidad, el que se enseña en los manuales y se asume los estudios de la disciplina en caso de que el autor no especifique lo contrario (Alexander Vovin, North East Asian historical-comparative linguistics on the threshold of the third millenium", Diachronica, 2001). 
ATENCIÓN: En JLTT, lo que en este artículo representamos como */ə/ aparece siempre como */o/ (aunque con el valor fonético expreso de *[ə]). Dentro del contexto de esa obra no existe ambigüedad. No obstante, cuando se cita la obra de Martin a fin de evitar confusiones se acostumbra a utilizar (como hacemos aquí) la representación */ə/.

#### 2. Cinco vocales
( */a/, */e/, */i/, */u/ y */o/). Sistema de Marshall Unger (Studies in early Japanese Morphophonetics,. Ph. D. diss., Yale University, 1977). La única diferencia es la defensa de */e/ (la */ə/ de la hipótesis de la cuatro vocales es equivalente a la */o/ de esta, si no en valor fonético si en funcional y en el comportamiento de su evolución histórica). En la teoría de las cuatro vocales, a causa de la poca funcionalidad de la /e/ histórica este fonema se considera secundario, esto es, producto de la evolución de diptongos con la estructura /V+i/ o /i+V/. Unger defiende la existencia de un reducido número palabras cuyas /e/ no se pueden considerar, a su juicio. secundarias. También basa su posición en ciertas formas del verbo "suru" de difícil explicación en proto-japónico si no se admite */e/. Finalmente ciertas palabras que en proto-ryukyano se reconstruyen con */e/ y en japonés antiguo aparecen con */i/ apuntan a un cambio masivo y no condicionado Prot.Jap. */e/ > Jap.Ant. /i/, lo que explicaría la poca funcionalidad de /e/ en el japonés antiguo, y a que la mayoría de las que aparecen sean, en efecto de origen secundario, derivadas de antiguos diptongos.

#### 3. Seis vocales
(*/a/, */e/,*/i/, */u/ */o/ y */ə/). Postulado por Leon Serafim ( y apoyado por Marc Miyake (Old Japanese, Curzon Routledge, 2003 y "Philological evidence for *e and *o in Pro-Old Japanese", Dyacronica, 2003). Se defiende una oposición */o/~*/ə/ que no aparece en las dos reconstrucciones anteriores: */ə/ habría evolucionado a /o/ mientras que */o/ > /u/ (salvo en contexto de final de palabra donde */o/ > /wo/). En la teoría estándar /wo/ es siempre producto de evolución de dos diptongos prehistóricos, */wa/ y */wə/.

#### 4. Siete vocales
(*/a/, */e/,*/i/, */u/ */o/ */ə/ y */ɨ/). (NOTA Entre corchetes [ ], tras la transcripción Yale en / /, aparecen los valores fónicos postulados para el japonés antiguo por Frellesvig y Whitman) Bjarke Frellesvig y John Whitman ("The vowels of Proto-Japanese", Japanese Language and Literature 38 (2004) 281-299.) Defienden la existencia de una oposición */ɨ/~ */ə/ basándose en la doble evolución de ciertas parejas de verbos transitivo-intransitivo. Generalmente en estas parejas de verbos se produce una oposición de una forma simple con vocalismo /o/ y otra compuesta /iy/ [wi] (que en la teoría de las cuatro vocales se explica como */ə/ > /o/ frente a */ə+i/ > /iy/ [wi]). No obstante hay otras parejas de verbos en los que la oposición se establece como /o/~/ey/ [e]. En la teoría estándar se explica la evolución del segundo miembro de la anterior oposición como */ə+i/ > /ey/ [e]. No se entiende muy bien las causas de esta escisión espontánea, esto es, por qué en ciertos verbos */ə+i/ evolucionaría a /ey/ [e] y en otros a /iy/ [wi]. Bjarke y John defienden que, en realidad se trata del producto de dos fonemas diferentes: ellos entienden estas evoluciones como */ɨ/ > /o/ ~ */ɨ+i/ > /iy/ [wi], frente a */ə/ > /o/ ~ */ə+i/ >/ey/ [e], evitando así el problema de la escisión espontánea.
| 4 vocales                          | */a/ |      | */ə/  | */ə/ | */ə/  | */i/ | */u/ |
| 5 vocales                          | */a/ | */e/ | */o/  | */o/ | */o/  | */i/ | */u/ |
| 6 vocales                          | */a/ | */e/ | */ə/  | */ə/ | */o/  | */i/ | */u/ |
| 7 vocales                          | */a/ | */e/ | */ɨ/  | */ə/ | */o/  | */i/ | */u/ |
| Evoluciones postuladas al Jap.Ant. | /a/  | /i/  | /o-u/ | /o/  | /o-u/ | /i/  | /u/  |

## Evolución de diptongos

### Monoptongación
(Recuérdese que, en el sistema Yale de transcripción del japonés antiguo los dígrafos no representan necesariamente diptongos)

#### Según Martin
1. Diptongos crecientes
- */ia/ > /ye/
- */iə/ > /ye/
- */ua/ > /wo/
- */uə/ > /wo/

2. Diptongos decrecientes
- */ai/ > /ey/
- */əi/ > /iy/~/ey/
- */ui/ > /iy/

#### Según Frellesvig-Whitman
Entre corchetes, tras la transcripción Yale, aparecen los valores fonéticos propuestos por los autores.
1. Diptongos crecientes
- */ia/ > /ye/ [je]
- */iə/ > /ye/ [je]
- */iɨ/ > /ye/ [je]
- */ua/ > /wo/ [wo]
- */uə/ > /wo/ [wo]
- */uɨ/ > /wo/ [wo]

2. Diptongos decrecientes
- */ai/ > /ey/ [e]
- */əi/ > /ey/ [e]
- */ui/ > /iy/ [wi]
- */iɨ/ > /iy/ [wi]

Deberían existir además los diptongos */ie/, */io/, */eu/, */ou/, pero en el artículo en el que se expone la teoría de las siete vocales no aparecen mencionados. Puesto que Frellesvig-Whitman apoyan los cambios no condicionados */e/ > /i/ y */o/ > /u/ hemos de suponer */ie/ > /ye/ o /yi/ (no hay modo de saberlo). Paralelamente */ou/ > /uu/ > /u/; Con respecto a la posible evolución de */io/ y */eu/ no hay forma de rastrear su evolución; en teoría obtendríamos */io/ > /iu/ y */eu/ > /iu/, pero */iu/ es el único diptongo que es imposible de rastrear en la protolengua. Se podría suponer que, o bien se funde con */ui/ sin dejar rastro, o que una de las dos vocales de la secuencia cae.

## Estructura silábica
Se admite casi universalmente como estructura silábica fundamental del proto-japónico (C)V$CV$CV... En definitiva toda sílaba estaría formada por una consonante inicial más una única vocal. No existirían sílabas cerradas (consonantes en posición posterior a la vocal fundamental). Existirían dos excepciones a esta regla básica: en algunos casos, a principio de palabra, la consonante inicial habría desaparecido (o no existiría originalmente). Además, en posición intervocálica, encontraríamos grupos NC (nasal + más oclusiva). Estos grupos, no obstante, se pueden reinterpretar como monofónicos prenasalizados (un solo fonema consonántico con el rasgo de prenasalización).

## Acento
La naturaleza del acento en la protolengua también es un punto especialmente controvertido. Básicamente la polémica gira en torno a cuál de los tres tipos de sistemas acentuales sería el primitivo (Kyōto, Tōkyō y Kagoshima-Ryūkyū) y cuáles los derivados de este. Martin (ampliando la teoría tradicional de Haruhiko Kindaichi) sostiene que la lengua de Kyōto sería la primigenia en cuanto al acento, y esta opinión es la generalmente admitida. Otros (como Munemasa Tokugawa y S. Robert Ramsey) argumentan que el sistema de Kyōto sería una innovación tardía central, y que el idioma de Kantō (la lengua de Tōkyō, hoy en día estándar nacional) conservaría la situación de la protolengua.
A continuación se detalla el sistema propuesto en JLTT ( H y L notan el registro (tono) de cada sílaba: H ("High"), una sílaba de registro alto; L ("Low"), de registro bajo)

### Acento en los sustantivos
A continuación presentamos la teoría acentual correspondiente a las palabras bisílabas. La última letra de la fórmula marca la alteración que produce la palabra en la primera sílaba de la siguiente (generalmente una partícula); por ejemplo HH-L indica que, aunque las dos sílabas de la palabra en cuestión tienen registro alto, la de la partícula que le sigue será bajo. 
Los valores de la lista son los siguientes: código de estructura acentual asignado en JLTT, estructura en proto-japónico (con asterisco) > forma prehistórica intermedia (si la hay) entre paréntesis > evolución al dialecto de Kyōtō > evolución al dialecto de Tōkyō. 
Por ejemplo, la secuencia "2. 2a. *HH-L > (*HL-L) > HL-L > LH-L" nos ofrece la siguiente información:
1. Que, en el diccionario de JLTT el código de la siguiente estructura acentual es "2. 2a".
2. La forma prehistórica correspondiente a esa estructura es "*HH-L"
3. Ha evolucionado (sin testimonios en la lengua posterior) a *HL-L todavía en período prehistórico.
4. En la lengua de Kyōtō encontramos "HL-L"
5. En Tōkyō se ha tranformado en "LH-L".

- Palabras con primera sílaba H

2. 1. *HH-H > HH-H > LH-H
2. 2a. *HH-L > (*HL-L) > HL-L > LH-L
2. 2b. *HL-L > HL-L > LH-L
0. No existe **HL-H
- Palabras con primera sílaba L

2. 3. *LL-L > HL-L > LH-L
0. Inexistente **LL-H
2. 4. *LH-H > LH-H > HL-L
2. 5.*LH-L > LH-L > HL-L
- Desde la prehistoria se observa una regla general: no se permite la estructura XL-H, por eso son inexistentes **HL-H y **LL-H

### Acento en los verbos y los adjetivos
Desde el punto de vista de la conjugación verbal solo existen dos tipos de acento, verbos cuya primera sílaba tiene registro alto y verbos cuya primera sílaba tiene registro bajo, esto es: tipo A (HHH) y tipo B (LLL).
A lo largo de la conjugación algunos elementos aglutinados tienen la capacidad de alterar el registro del verbo, elevarlo, en el caso de LLL o hacerle descender (en HHH).
El sistema acentual de los adjetivos es paralelo al de los verbos, lo que apoya la teoría de un origen tardío y semi-verbal de la conjugación de los adjetivos.

## Importancia del proto-japónico en la lingüística de área
El proto-japonés resulta imprescindible en los siguientes campos de investigación.
- Búsqueda de posibles candidatos a una filiación genética común: Hasta hace poco la labor comparativa se realizaba tomando como base los idiomas modernos, o, a lo sumo, los estadios más antiguos documentados de las lenguas. A la hora de intentar descubrir conexiones genéticas entre hipotéticos parientes (en el caso del japónico, el coreano, lenguas altaicas, grupo austronesio) hoy en día se considera indispensable el contar con la ayuda de una protolengua fiable, reconstruida con los métodos más refinados que la lingüística histórica pueda ofrecer en la actualidad, protolengua que se compararía, a su vez, con las de los otros idiomas del área. Por desgracia el trabajo se encuentra en estas, en muchos casos, en fase preliminar.

- Estudio del proceso de formación de la lengua japonesa: Existen varias hipótesis enfrentadas sobre la naturaleza de la primera lengua japonesa: pidjin o lengua comercial de una talasocracia que tiene el mar del Japón como centro, idioma desgajado de la rama altaica en fase temprana, lengua con base austronesia que recibe el impacto de la invasión continental... A la hora de valorar todas estas hipótesis una protolengua fiable resulta herramienta valiosísima.

- Determinación del origen de los préstamos: El mundo de los préstamos léxicos tempranos resulta todavía oscuro. Un conocimiento de las protolenguas de los idiomas arriba citados y de otros, como el ainu, sería muy esclarecedor a este respecto.

### Obra fundamental
El manual básico en la reconstrucción de la protolengua es el monumental Japanese Language through Time (JLTT), del gran japonólogo estadounidense Samuel E. Martin. Además de incluir una revisión exhaustiva de los estudios de fonología previos y una exposición amplia de los postulados de su propia teoría, Martin elabora un diccionario de las raíces funtamentales de la protolengua: nominales, adjetivales y verbales.

### Investigadores
Los nombres fundamentales de la investigación en proto-japonés contemporánea son (por orden alfabético) los siguientes:
- John Bentley, Northern Illinois University, Department of Foreign Languages and Literatures
- Bjarke Fellesvig, Oxford University, Oriental Institute
- Samuel Elmo Martin, Yale University (Profesor Emérito)
- Roy Andrew Miller, University of Washington (Profesor Emérito)
- Mark Hideo Miyake,
- Barbara Riley, University of Hawaii at Manoa, Departament of East Asian Languages and Literature
- Kerry Russell University of Hawaii at Manoa, Departament of East Asian Languages and Literature
- Leon Serafim, University of Hawaii at Manoa, Departament of East Asian Languages and Literature
- Lone Takeuchi, gran investigadora independiente (antes en London University, School of African and Oriental Studies)
- Marshall Unger, The Ohio State University, Department of East Asian Languages and Literatures,
- Alexander Vovin, University of Hawaii at Manoa, Departament of East Asian Languages and Literature
- John Whitman, Cornell University, Linguistics Department